# Kotowo (województwo warmińsko-mazurskie)
Kotowo – wieś w Polsce położona w województwie warmińsko-mazurskim, w powiecie lidzbarskim, w gminie Lidzbark Warmiński. W latach 1975–1998 miejscowość administracyjnie należała do województwa olsztyńskiego. Wieś znajduje się w historycznym regionie Warmia.
Wieś położona nad rzeką Łyną. We wsi działa kuźnia artystyczna (Magdalena Martusewicz - rzemiosło artystyczne).